# Moosgraben und Dennenloher Weiher
Moosgraben und Dennenloher Weiher este o arie protejată (arie specială de conservare — SAC, sit de importanță comunitară — SCI) din Germania întinsă pe o suprafață de 323,68 ha, integral pe uscat.

## Localizare
Centrul sitului Moosgraben und Dennenloher Weiher este situat la coordonatele 49°17′50″N 11°19′14″E / 49.2972°N 11.3206°E.

## Înființare
Situl Moosgraben und Dennenloher Weiher a fost declarat sit de importanță comunitară în noiembrie 2004 pentru a proteja 1 specie de animale. Situl a fost protejat și ca arie specială de conservare în aprilie 2016.

## Biodiversitate
Situată în ecoregiunea continentală, aria protejată conține 3 habitate naturale: Fânețe de joasă altitudine (Alopecurus pratensis, Sanguisorba officinalis), Mlaștini turboase de tranziție și turbării mișcătoare, Mlaștini împădurite.
La baza desemnării sitului se află o specie protejată de  nevertebrate: libelule (Leucorrhinia pectoralis).